# 流域面积
流域面积又称汇水面积或集水面积，是指河流流域分水嶺所包围的面积，是河流的重要参数之一。一般以平方公里为单位。流域面积决定河流的水量大小，也影响径流形成过程。求算方法主要有三种：求积仪法、方格法和几何图形法。